# Hungría en la Copa Mundial de Fútbol de 1978
La selección de Hungría fue uno de los 16 equipos participantes en la Copa Mundial de Fútbol de 1978. torneo que se llevó a cabo del 1 al 25 de junio en Argentina.
Fue la séptima participación de Hungría, que formó parte del Grupo 1, junto a Argentina, Francia e Italia.

## Clasificación

### Tabla de posiciones
| Equipo          | Pts | PJ | PG | PE | PP | GF | GC | Dif |
| --------------- | --- | -- | -- | -- | -- | -- | -- | --- |
| Hungría         | 5   | 4  | 2  | 1  | 1  | 6  | 4  | 2   |
| Unión Soviética | 4   | 4  | 2  | 0  | 2  | 5  | 3  | 2   |
| Grecia          | 3   | 4  | 1  | 1  | 2  | 2  | 6  | -4  |

#### Partidos
| Fecha                | Lugar    | Partido         | Partido | Partido | Partido | Partido         |
| -------------------- | -------- | --------------- | ------- | ------- | ------- | --------------- |
| 9 de octubre de 1976 | Atenas   | Grecia          |         | 1:1     |         | Hungría         |
| 30 de abril de 1977  | Budapest | Hungría         |         | 2:1     |         | Unión Soviética |
| 18 de mayo de 1977   | Tiflis   | Unión Soviética |         | 2:0     |         | Hungría         |
| 25 de mayo de 1977   | Budapest | Hungría         |         | 3:0     |         | Grecia          |

### Repesca intercontinentalUEFA-CONMEBOL
| Fecha                   | Lugar    |         |                     | Resultado |                     |         |
| ----------------------- | -------- | ------- | ------------------- | --------- | ------------------- | ------- |
| 29 de octubre de 1977   | Budapest | Hungría |                     | 6:0       | Bandera de Bolivia. | Bolivia |
| 30 de noviembre de 1977 | La Paz   | Bolivia | Bandera de Bolivia. | 2:3       |                     | Hungría |

Hungría se clasificó para la Copa Mundial de Fútbol de 1978.

## Jugadores
| #  | Nombre          | Posición      | Edad | Club               |
| -- | --------------- | ------------- | ---- | ------------------ |
| 1  | Sándor Gujdar   | Portero       | 26   | Budapest Honvéd FC |
| 2  | Péter Török     | Defensor      | 27   | Vasas SC           |
| 3  | István Kocsis   | Defensor      | 28   | Budapest Honvéd FC |
| 4  | József Tóth     | Defensor      | 26   | Újpesti Dózsa FC   |
| 5  | Sándor Zombori  | Mediocampista | 26   | Vasas SC           |
| 6  | Zoltón Kereki   | Defensor      | 24   | Haladás VSE        |
| 7  | László Fazekas  | Delantero     | 30   | Újpesti Dózsa FC   |
| 8  | Tibor Nyilasi   | Mediocampista | 23   | Ferencvárosi TC    |
| 9  | András Törőcsik | Delantero     | 23   | Újpesti Dózsa FC   |
| 10 | Sándor Pinter   | Mediocampista | 27   | Budapest Honvéd FC |
| 11 | Béla Váradi     | Delantero     | 25   | Vasas SC           |
| 12 | Győző Martos    | Defensor      | 28   | Ferencvárosi TC    |
| 13 | Károly Csapó    | Mediocampista | 26   | Tatabányai BSK     |
| 14 | László Bálint   | Defensor      | 30   | Ferencvárosi TC    |
| 15 | Tibor Rab       | Defensor      | 22   | Ferencvárosi TC    |
| 16 | István Halász   | Mediocampista | 26   | Tatabányai BSK     |
| 17 | László Pusztai  | Delantero     | 32   | Ferencvárosi TC    |
| 18 | László Nagy     | Mediocampista | 28   | Újpesti Dózsa FC   |
| 19 | András Tóth     | Delantero     | 28   | Újpesti Dózsa FC   |
| 20 | Ferenc Fülöp    | Mediocampista | 23   | MTK FC             |
| 21 | Ferenc Mészáros | Portero       | 28   | Vasas SC           |
| 22 | László Kovács   | Portero       | 27   |                    |
| DT | Lajos Baróti    |               |      |                    |

## Participación

### Primera fase

#### Grupo 1
| Equipo    | Pts | PJ | PG | PE | PP | GF | GC |
| --------- | --- | -- | -- | -- | -- | -- | -- |
| Italia    | 6   | 3  | 3  | 0  | 0  | 6  | 2  |
| Argentina | 4   | 3  | 2  | 0  | 1  | 4  | 3  |
| Francia   | 2   | 3  | 1  | 0  | 2  | 5  | 5  |
| Hungría   | 0   | 3  | 0  | 0  | 3  | 3  | 8  |

| 2 de junio de 1978 | Argentina               | 2:1 (1:1) | Hungría   | Est. Monumental, Buenos Aires                                          |                                                                        |
|                    | Luque 15' · Bertoni 83' | Reporte   | Csapó 10' | Asistencia: 71.615 espectadores Árbitro(s): António Garrido (Portugal) | Asistencia: 71.615 espectadores Árbitro(s): António Garrido (Portugal) |

| 6 de junio de 1978 | Italia                                | 3:1 (2:0) | Hungría         | Est. José María Minella, Mar del Plata                              |                                                                     |
|                    | Rossi 34' · Bettega 36' · Benetti 60' | Reporte   | Tóth 81' (pen.) | Asistencia: 26.533 espectadores Árbitro(s): Ramón Barreto (Uruguay) | Asistencia: 26.533 espectadores Árbitro(s): Ramón Barreto (Uruguay) |

| 10 de junio de 1978 | Francia                                 | 3:1 (3:1) | Hungría     | Est. José María Minella, Mar del Plata                                    |                                                                           |
|                     | Lopez 22' · Berdoll 37' · Rocheteau 42' | Reporte   | Zombori 41' | Asistencia: 23.127 espectadores Árbitro(s): Arnaldo Cézar Coelho (Brasil) | Asistencia: 23.127 espectadores Árbitro(s): Arnaldo Cézar Coelho (Brasil) |